# Exército Nacional Revolucionário Chinês
O Exército Nacional Revolucionário, ou simplesmente Exército Revolucionário, foi criado em Junho de 1924 como um braço armado dos territórios da República da China sobre o controle do Partido Nacionalista da China (Kuomintang ou Guomindang). Em 1947 foi adaptado como as Forças Armadas da República da China após a promulgação da nova constituição naquele mesmo ano.
O Exército Revolucionário foi estabelecido a partir da liderança de Sun Yat-sen em Junho de 1924 através do Partido Nacionalista com auxilio soviético como braço armado nacionalista para a luta pela unificação da China que estava divida entre diferentes senhores da guerra. Lutou em grandes guerras como a Expedição do Norte contra o Governo de Beiyang, a Segunda Guerra Sino-Japonesa (que viria a se tornar um front da Segunda Guerra Mundial) contra o Império Japonês e contra o Partido Comunista Chinês durante a Guerra Civil Chinesa.

## Nome
Do chinês simplificado: 国民 革命 军, chinês tradicional: 国民 革命 军, pinyin: Guomin Gémìng Jun, também às vezes abreviado para 国 军 ou Exército Nacional e ainda acompanhado pelos nomes Exército Revolucionário ou Exército Nacionalista (derivado do nome Exército Nacional).
Normalmente, era comum se chamar de Exército Revolucionário, sendo que o nome, Exército Nacional ou Nacionalista, foi adotado pelo Partido Comunista da China após o inicio da Guerra Civil Chinesa, afim de desvincular a ideia de revolução cujos nacionalistas do Kuomintang cunhavam desde a Revolução Xinhai em 1911.

## História

### Precedentes (1911 - 1924)
Antes da criação do Exército Revolucionário, as forças nacionalistas eram compostas por soldados e voluntários que participavam, ativamente, da Revolução Xinhai e eram filiados a organização do Tongmenghui, que existiu entre 1905 até 1912, quando foi transformada no Partido Nacionalista da China. As forças armadas correspondentes a os nacionalistas, apesar de terem um comandante-em-chefe, sendo Huang Xing, não possuíam uma organização própria ou estabilidade economica, estando a beira da falência, e foram incorporadas ao Exército de Beiyang de Yuan Shikai em 1912, quando a República da China foi estabelecida por Sun Yat-sen.
Com o ínicio da Era dos senhores da guerra a partir de 1916, o Partido Nacionalista se reorganizou no sul da China e criou um estado paralelo a Pequim, localizado em Cantão, Guangdong, conhecido como Junta de Proteção Constitucional que durou entre 1917 a 1921, quando se tornou o Governo da República da China em Guangzhou. Durante este período de 1917 a 1923, o Partido Nacionalista não possuía ainda um exército e dependia da proteção de senhores da guerra locais, que normalmente eram, apesar de leais, mais fracos e quase sempre eram anexados ou substituídos por senhores maiores leais ao Governo de Beiyang (Governo da República da China sob o controle dos Senhores da Guerra em Pequim).

### Fundação e Primeiros confrontos (1924 - 1926)
Durante este período de controle entre 1917 até 1925, Sun Yat-sen continua a depender de voluntários e soldados que eram leais ao Partido Nacionalista e a República da China (Nacionalista) para manter a segurança territorial do governo local. Em Janeiro de 1924, o Partido Nacionalista dá inicio ao 1.º Congresso Nacional do Partido Nacionalista, que decide, entre várias decisões importantes, abrir treinamentos e criar um exército para o partido, que seria o Exército Revolucionário; Neste encontro também foi concordado que o exército receberia auxlio economico e militar da União Soviética, como parte da Cooperação Sino-Soviética, e da Alemanha de Weimar, como parte de sua respectiva Cooperação Sino-Germânica. O Objetivo do Partido Nacionalista era desenvolver um exército próprio para dar ínicio a uma campanha de unificação da China, o que viria a ser a Expedição do Norte, apenas em 1927.

#### Revolta em Cantão (Guangzhou)

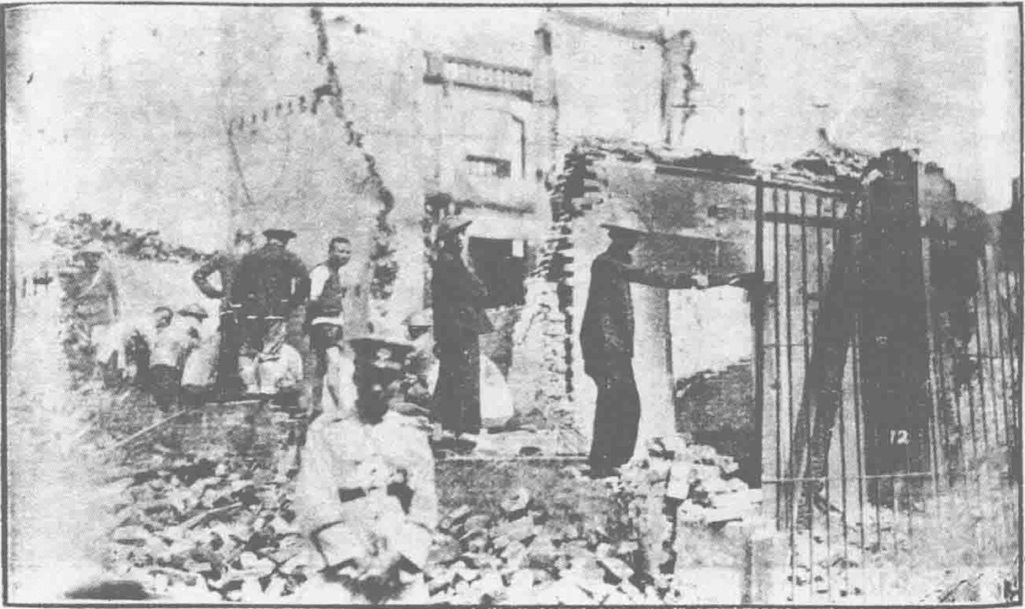
Destroços de fabricas locais deixados pelo confronto em 11 de Outubro

Em Agosto de 1924, ocorre o primeiro confronto do Exército Revolucionário. Comerciantes locais de Cantão, liderados por Chen Lianbo, dados e chamados como capitalistas e burgueses, pelos nacionalistas, que tinham o apoio de exércitos ocidentais, inicia uma revolta na cidade e criam o Exército Voluntário dos Comerciantes de Cantão. O Partido Nacionalista e o Partido Comunista, a partir do recém fundado Exército Revolucionário, tinham o apoio da União Soviética e eram liderados principalmente por Sun Yat-sen; No dia 10 de Agosto de 1924, Yat-sen anunciou o cerco da cidade e a prisão de Chen Lianbo que respondeu o anuncio com uma greve, na tentativa de adquirir apoio popular.
No dia 10 de Outubro, o Partido Comunista da China, propôs uma reunião com os comerciantes para negociar a questão da greve e sobre questões que envolviam os trabalhadores envolvidos; após a reunião, na tarde daquele mesmo dia, o Partido Comunista enviou Zhou Enlai para declarar que a posição comunista seria de "Derrotar o Exército dos Comerciantes, Matar Chen Lianbo e Apoiar o Governo Revolucionário Nacionalista" (击败商团，杀死陈廉伯，支援革命政府). No dia seguinte, em 11 de Outubro, Sun Yat-sen anunciou um comitê revolucionário e os Partidos Nacionalista e Comunista apenas deixaram que Chiang Kai-Shek e seus recém treinados soldados resolvessem a situação que teve como desfecho uma rápida vitória por parte do governo revolucionário.

### Expedição do Norte (1927 - 1928)
O Exército Revolucionário Nacional era estreitamente relacionado com a Academia Militar de Whampoa, também estabelecida pelo Partido Nacionalista. Um grande número de oficiais do exército passaram por Whampoa e primeiro comandante, Chiang Kai-shek, tornou-se Comandante em Chefe do Exército em 1925, antes de realizar com sucesso a Expedição do Norte. Além de Chiang Kai-shek, outros dirigentes do Exército Revolucionário Nacional foram Cheng Cheng e Du Yuming.

### Guerra Civil Chinesa (1926 - 1937)
Originalmente organizado com ajuda soviética como um meio para o KMT unificar a China contra os senhores da guerra, o Exército Nacional Revolucionário engajou-se em importantes combates na Expedição do Norte contra os senhores da guerra chineses do Exército de Beiyang, na Segunda Guerra Sino-Japonesa contra o Exército Imperial Japonês, e na guerra civil chinesa contra a Exército de Libertação Popular. Durante a Segunda Guerra Sino-Japonesa, as forças armadas do Partido Comunista da China eram nominalmente incorporadas ao Exército Nacional Revolucionário (mantendo comandos separados), mas rompeu com o Exército de Libertação Popular logo após o fim da guerra. Durante a Guerra Civil Chinesa, o Exército Revolucionário Nacional sofreu problemas com a deserção, pois muitas tropas passaram a combater ao lado dos comunistas. Com a promulgação da Constituição da República da China em 1947 e do fim formal do KMT como partido de estado, o Exército Nacional Revolucionário foi rebatizado como as Forças Armadas da República da China (中华民国 国 军), com o grosso das suas forças formando o Exército da República da China, que fugiram para Taiwan em 1949.

## Galeria

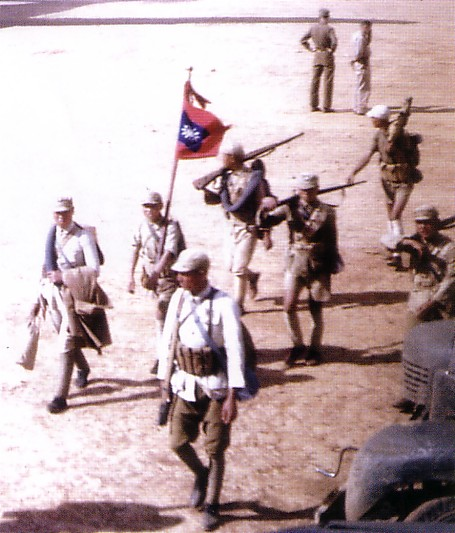
Militares do exército nacional revolucionário chinês durante a Segunda Guerra Mundial
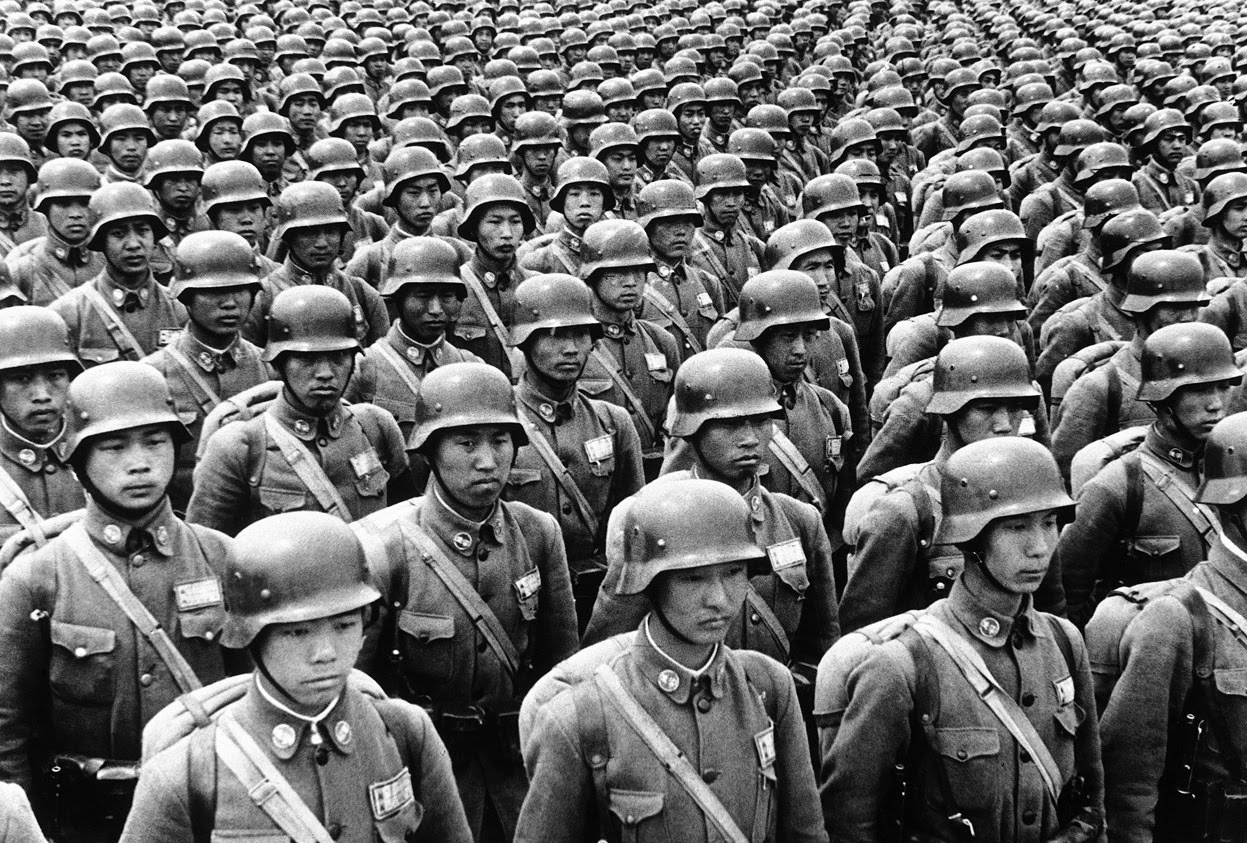
Tropas treinadas pela Reichswehr e Wehrmacht via Cooperação Sino-Germânica
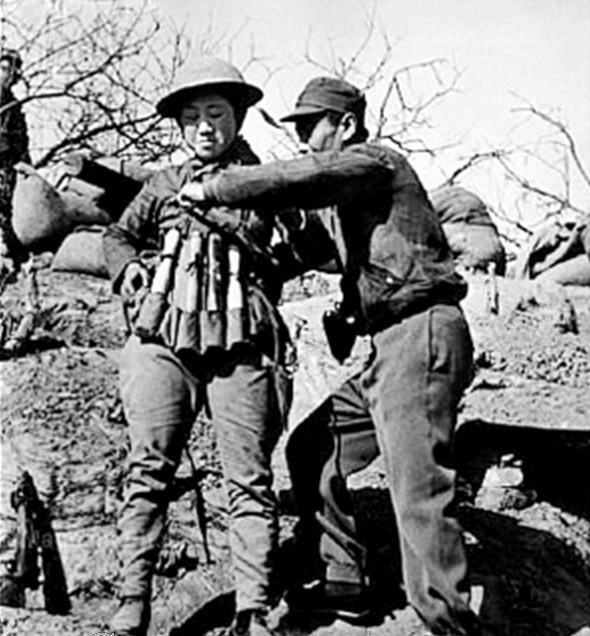
Homem-bomba do ENR se preparando
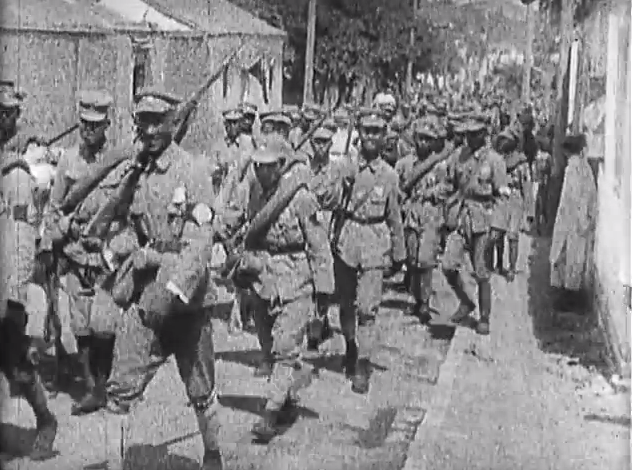
Soldados chineses marchando
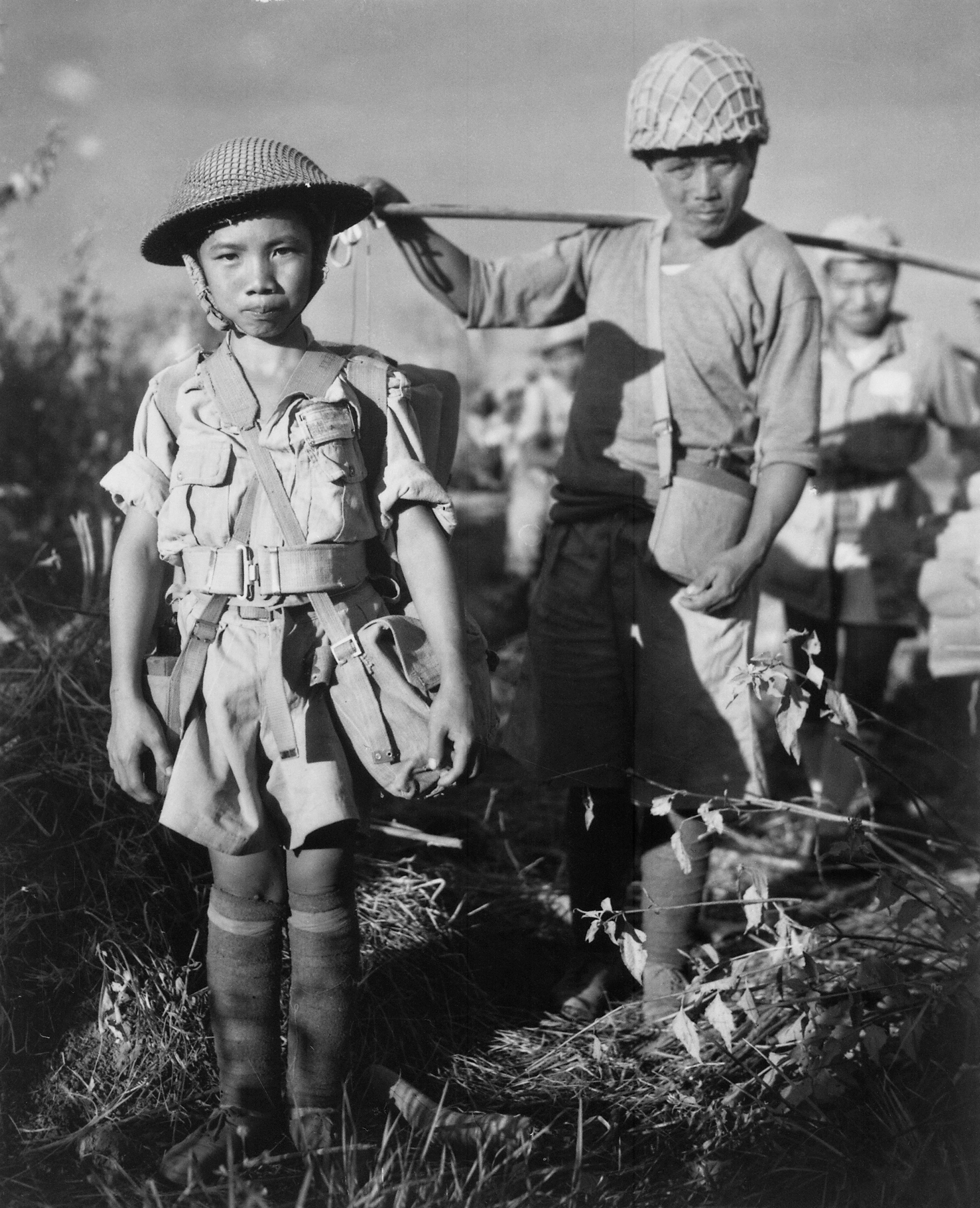
Criança-soldado chinesa na Birmânia.
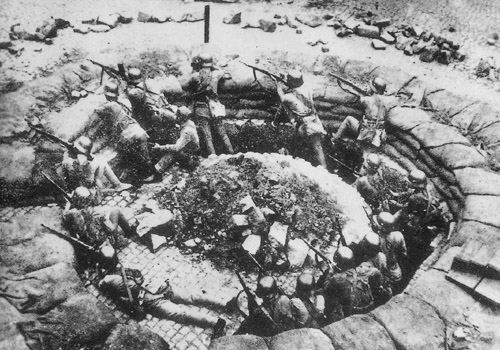
Soldados chineses entrincheirados durante a Batalha de Xangai

## Leitura de apoio
- Dreyer, Edward L. (1995) China at War 1901–1949 (reprint Routledge, 2014)
- Jowett, Philip. (2013) China's Wars: Rousing the Dragon 1894–1949 (Bloomsbury Publishing, 2013).
- Li, Xiaobing. (2012) China at War: An Encyclopedia
- Lynch, Dr Michael, The Chinese Civil War 1945–49: Modern Warfare (Guide To... Book 61) Osprey Publishing (2010), ISBN 978 1 4728 1025 0